# The Elder Scrolls IV: Knights of the Nine
The Elder Scrolls IV: Knights of the Nine (укр. Старовинні сувої IV: Лицарі Дев'яти) — перше офіційне велике доповнення до гри The Elder Scrolls IV: Oblivion. Випускалося на окремих дисках разом із сімома дрібними офіційними плагінами. Вперше випуск доповнення відбувся 21 листопада 2006 року на платформах Microsoft Windows й Xbox 360.

## Сюжет
Сироділом ширяться чутки про блюзнірський напад на каплицю Дибелли в Анвілі. Протагоніст, що вирушив туди, зустрічає біля церкви Пророка, який віщає про відродження жахливого айлейдського короля Умарила Неопереного, який вирішив мстити богам людей, що захопили його країну. Але перемогти його можна лише знайшовши Реліквії Дев'яти.
Якщо Пророк вважатиме героя гідним, то дарує йому карту Дорожніх Святилищ Сироділа (Не дуже точну. Точне місце розташування святилищ доводиться шукати самому). Після отримання карти протагоніст починає Паломництво, під час якого не можна чинити злочини (Доведеться починати Паломництво спочатку!). Святилища можна відвідувати у будь-якій послідовності. 
Після відвідин останньої святині герой побачить видіння, в якому йому з'явиться Божественний Хрестоносець, Пелінал Вайтстрейк, і вкаже на розташування першої Реліквії-Шолома Хрестоносця.
Після знаходження шолома та спеціального кільця (Кільце знаходиться на трупі людини в гробниці.), протагоніст вирушає до Пріорату Дев'яти — храму, в якому колись жили легендарні Лицарі Дев'яти.
Усередині Пріорату герой знаходить гробницю, в якій покояться Лицарі та стоїть манекен для Святого Обладунку, на якому знаходиться Кіраса Хрестоносця. При наближенні до неї з'являється магічний щит і духи Лицарів.
Після перемоги над духами вони розповідають героєві місцеперебування інших реліквій.
Під час мандрів у пошуках реліквій, протагоністу належить вирішити безліч загадок.
Після того, як герой знаходить всі частини екіпіровки, він стає Святим Хрестоносцем, після чого починається підготовка до великої битви з безсмертним ворогом.

## Особливості аддону
- Новий обладунок і нова зброя, що дають незвичайні здібності. Але, носити цю броню можна, тільки якщо не грішити (не вбивати звичайних громадян або стражників, не красти тощо.)
- Новий захоплювальний квест з безліччю таємниць та загадок.
- Можливість набору людей в Орден Хрестоносців.
- Битва з Умарилом у Світі Живих і у Світі Мертвих.

## Цікаві факти
- Пелінал — Айлейдське ім'я.
- На справжніх обладунках Хрестоносців зображений Хрест, а не Ромб. (Це пов'язано з тим, що червоний ромб — символ Дев'яти. Виникає питання, чому лицарів Дев'яти називають хрестоносцями)
- Непідйомні рукавички, які може підняти лише обраний — відсилання до меча Екскалібур, який був отриманий королем Артуром після поєдинку з Пелінором. Подібність імен (Пелінал-Пелінор) також вказує на це.